# Пик Рюмкера (Луна)
Пик Рюмкера — гора вулканического происхождения в северо-западной части видимой стороны Луны. Стоит изолированно в Океане Бурь. Назван в честь немецкого астронома Карла Рюмкера Иоганном Шмидтом.
Гора (пик) Рюмкера — это комплекс щитовых вулканов. Участки его поверхности, которые удалось датировать по подсчёту накопившихся кратеров, имеют возраст 3,5-3,6 млрд лет, что соответствует позднеимбрийской эпохе. Гора имеет диаметр около 70 км; самая высокая её вершина — вулканический купол в южной части, который возвышается на 1300 м относительно «морской» равнины.
Примерно в 130 км к северо-востоку от пика Рюмкера (43°03′27″ с. ш. 51°54′58″ з. д. / 43,0576° с. ш. 51,9161° з. д.) произошла посадка китайской автоматической межпланетной станции «Чанъэ-5», которая доставила на Землю образцы реголита с поверхности Луны.